# Wolfgang Ketterle
Wolfgang Ketterle (Heidelberg, 21 oktober 1957) is een Duits natuurkundige.

## Biografie
Ketterle groeide op in Eppelheim als tweede kind in een gezin van drie. Na zijn eindexamen aan het Bunsengymnasium in Heidelberg begon hij in 1976 met zijn studie natuurkunde aan de Ruprecht-Karls-Universiteit Heidelberg. Na zijn kandidaatsexamen stapte hij over naar de Technische Universiteit München. Hij specialiseerde zich in de theoretische natuurkunde en studeerde af in 1982 op de spin-relaxatie van ongeordende materialen. Daarna werkte hij aan het Max-Planck-instituut voor Kwantumoptica in Garching, en aan de Ludwig-Maximilians-Universiteit in München bij Herbert Walther. Daar promoveerde hij in 1986 op Spectroscopie aan heliumhydride en drieatomige waterstofmoleculen.
Ketterle keerde weer terug naar Heidelberg om aan de leerstoel van Jürgen Wolfrum aan verbrandingsmotoren te werken. In 1990 verhuisde hij naar de Verenigde Staten om in de groep van Dave Pritchard aan laserkoeling onderzoek te bedrijven. In 1993 sloot hij zich aan bij het Departement Natuurkunde van MIT, waar hij tegenwoordig de John D. MacArthur-leerstoel voor natuurkunde bekleedt.
Wolfgang Ketterle trouwde in 1986 met zijn schoolvriendin Gabriele Sauer en heeft drie kinderen.

## Werk
Ketterle slaagde erin tijdens zijn promotieonderzoek het bestaan van heliumhydride (HeH) aan te tonen en als eerste een spectrum van dit molecuul te verkrijgen. Tijdens zijn postdoc-tijd in Garching lukte het hem het spectrum volledig te verklaren. Deze prestatie werd door Herbert Walther gekenschetst als "Hij heeft een gebied geschapen en tegelijkertijd gedood".
In 1995 lukte het Ketterle – vier maanden na Eric Cornell en Carl Wieman – om een bose-einsteincondensaat te creëren, in een ensemble van circa 5x105 23Na atomen. Doordat het natriumcondensaat meer dan een miljoen atomen bevatte, kon Ketterle er ook mee experimenteren. In 2001 werd hem, samen met Cornell en Wieman de Nobelprijs voor de Natuurkunde toegekend, "voor de realisatie van het bose-einsteincondensaat in een verdund gas van alkaliatomen en voor vroege fundamentele studies van de eigenschappen van condensaten".
In 2005 toonde Ketterle superfluïditeit aan in een "hogetemperatuursgas".

## Onderscheidingen
- David and Lucile Packard Fellowship, 1996
- Rabiprijs, American Physical Society, 1997
- Gustav-Hertzprijs, Deutsche Physikalische Gesellschaft, 1997
- Discover Magazine Award voor technische innovatie, 1998
- Fritz-Londonprijs voor lagetemperatuurfysica, 1999
- Dannie-Heinemanprijs, Duitse Academie der Wetenschappen, Göttingen, 1999
- Benjamin-Franklinmedaille voor Natuurkunde, 2000
- Nobelprijs voor de Natuurkunde, 2001